# Wasserstoffatomtransfer
Wasserstoffatomtransfer (kurz HAT von englisch hydrogen atom transfer, auch Wasserstoffatom-Transfer) ist in der Chemie ein Oberbegriff für Reaktionen, bei denen ein Wasserstoffatom (radikalisch) von einem Molekül auf ein anderes übertragen wird. Man unterscheidet zwischen intermolekularem und intramolekularem Wasserstoffatomtransfer. Eine Reaktion, die einen HAT als Teilreaktion beinhaltet, nennt man „Wasserstoffatomtransfer-Reaktion“. Die Teilreaktion an sich kann auch als „Wasserstoffatom-Transferprozess“ bezeichnet werden. Ein die Aktivierungsenergie des HAT herabsetzender Stoff ist ein „Wasserstoffatomtransfer-Katalysator“. Typische Metalle, die hierbei eingesetzt werden sind Eisen, Cobalt und Mangan. Der HAT-Prozess folgt grundsätzlich folgender Gleichung:
{\displaystyle {\ce {X. + H-Y -> X-H + Y.}}}
Abzugrenzen sind der Hydridtransfer, sowie der protonengekoppelte Elektronentransfer (kurz PCET von engl. proton-coupled electron transfer).

## Vorkommen
Reaktionen, die auf HAT basieren, sind unter anderem: Die reduktive Dehalogenierung mit Tributylzinnhydrid, die Thiol-En-Reaktion, die Mukaiyama-Hydratisierung, die Norrish-Yang-Reaktion, die Barton-Reaktion und die Hofmann-Löffler-Freytag-Reaktion.